# Гимн Узбекской ССР

Флаг Узбекской ССР

Госуда́рственный гимн Узбе́кской ССР (узб. Ўзбекистон ССР давлат мадҳияси) — являлся одним из государственных символов (наряду с флагом и гербом) Узбе́кской Сове́тской Социалисти́ческой Респу́блики в составе СССР. Был утверждён и принят в 1947 году. До этого, с момента своего основания, в течение 23-х лет республика не имела собственного гимна, как и большинство других союзных республик в составе СССР. Автором музыки гимна является советский композитор и музыкант — Муталь Бурханов (1916—2002), авторами текста гимна являлись поэты Тураб Тула (1918—1990) и Темур Фаттах  (1910—1966).
В 1956 году слова гимна Узбекской ССР были немного изменены, в частности убраны упоминания о Иосифе Сталине после громкого доклада Никиты Хрущёва «О культе личности и его последствиях». Данный гимн использовался в качестве официального государственного гимна Узбекской ССР вплоть до распада СССР и обретения независимости Узбекистаном 31 августа 1991 года.
Примерно год, вплоть до декабря 1992 года, Узбекистан не имел своего нового гимна, и лишь 10 декабря 1992 года на сессии Верховного Совета Республики Узбекистан, был принят и утверждён новый гимн независимой Республики Узбекистан. Автором слов гимна являлся известный узбекский поэт Абдулла Арипов (1941—2016), а в качестве музыки нового гимна была оставлена музыка гимна Узбекской ССР.  Таким образом, в гимне независимого Узбекистана используется музыка из гимна Узбекской ССР. Узбекистан является одним из четырёх бывших советских государств, которые используют в качестве музыки современного гимна — музыку со своего советского гимна. Остальными тремя такими государствами являются Таджикистан (Гимн Таджикистана), Белоруссия (Гимн Белоруссии) и Россия (Гимн России). Остальные бывшие советские республики приняли в качестве музыки своего нового гимна совершенно новые мелодии.
Также одной из интересных особенностей гимна Узбекской ССР являлось то, что, этот гимн был одним из трёх гимнов союзных республик (наряду с гимнами Таджикской ССР и Туркменской ССР), в которых упоминался русский народ, который также назывался «старшим братом».